# 페이스앱
페이스앱(FaceApp)은 키프로스에 위치한 기업 페이스앱 테크놀로지 리미티드가 개발한 iOS, 안드로이드용 사진 및 비디오 편집 애플리케이션이다. 이 앱은 인공지능 기반 신경망을 사용하여 사진 속 인간의 얼굴을 사실적으로 변형시킨 모습을 생성한다. 이 앱은 얼굴을 미소짓게 하거나 더 젊어보이게 하거나 더 늙어보이게 하거나 성별을 바꾸는 작업을 할 수 있다.

## 기능
페이스앱은 2017년 1월 iOS에, 2017년 2월에 안드로이드에 런칭했다.

## 같이 보기
- 딥페이크